# Мигович Олена Іванівна
Оле́на Іва́нівна Миго́вич (3 червня 1970, м. Миколаїв, Львівська область — 1 листопада 2000, Ужгород) — українська живописиця, графікеса, вишивальниця й керамістка. Вишивала шовком художні картини, займалася випалюванням на диньках. У 2018 році увійшла до друкованого та інернет видання «Енциклопедія сучасної України».

## Життєпис
Народилася в сім'ї Івана і Ганни Мигович, брат Віктор також художник.
Від 1986 — учасниця міських, обласних та міжнародних художніх виставок.
1991 — членкиня творчого об'єднання професійних художників Закарпаття.
1999, Київ — дипломантка всеукраїнської виставки образотворчого та декоративно-прикладного мистецтва.
1989 — закінчила Ужгородське училище декоративно-прикладного мистецтва під керівництвом викладачів Л. Аверкієвої, А. Медведецької та В. Бочковського.
1 листопада 2000 року у віці 30 років загинула в автокатастрофі разом із матір'ю — мисткинею Ганною Мигович.

## Твори
- «Вікторія», 1989
- «Портрет подруги», 1989
- «Фортіссімо», 1991

## Нагороди
- Диплом 1-го ст. Міністерства культури і мистецтв України, Український центр культурних досліджень за участь у Всеукр. виставці образотворчого та декоративно-прикладного мистецтва в рамках Всеукраїнського огляду нар. творчості в Палаці мистецтв «Український дім» (1999, Київ)
- Подяки Закарпатського обласного управління культури (1993, 1998)
- Подяка обласної державної адміністрації та обласної ради, Ужгород,1999.